# Устюгов, Евгений Романович
Евге́ний Рома́нович Устю́гов (род. 4 июня 1985, Красноярск) — российский биатлонист, заслуженный мастер спорта России (2010).
В биатлон пришёл в 1997 году. В сборной России дебютировал в сезоне 2006/07, выступал на Кубке Международного союза биатлонистов, с сезона 2008—2009 выступал в Кубке мира.
5 апреля 2014 года на Гонке чемпионов в Москве объявил о завершении спортивной карьеры.
27 октября 2020 года Антидопинговая панель Спортивного арбитражного суда (CAS ADD) признала Устюгова виновным в нарушении антидопинговых правил. Были аннулированы результаты Устюгова с 24 января 2010 года по конец сезона 2013/2014, что означает лишение Устюгова всех трёх олимпийских медалей. Обвинения основывались на данных биологического паспорта Устюгова, который содержал высокие показатели гемоглобина. 
18 ноября 2020 года Устюгов подал апелляцию на решение Антидопинговой панели CAS. Рассмотрение апелляции несколько раз переносилось. Слушание по делу Устюгова прошло 13 июля 2023 года, спортсмен выступил на нём по видеосвязи.
В сентябре 2024 года апелляция Устюгова была отклонена, сборная России должна быть лишена золотых медалей за мужскую эстафету на Играх 2014 года. 
В мае 2025 года отклонена апелляция Устюгова в Федеральном суде Швейцарии — последней инстанции, которая могла отменить дисквалификацию спортсмена.

## Детство
Евгений Устюгов родился в спортивной семье. Его родители серьёзно занимались лыжными гонками (мать Ольга Рудольфовна — мастер спорта по лыжным гонкам, отец Роман Валерьевич — кандидат в мастера), поэтому он вместе со своим старшим братом Александром встал на лыжи очень рано — в 3 года. Устюгов не состоял в лыжных секциях, так как они находились далеко от дома. Долгое время он катался в своё удовольствие, занимаясь также скалолазанием и горными лыжами. Во время учёбы в школе Евгений часто выступал на различных соревнованиях. Биатлоном Евгений начал заниматься в 1997 году. Во время соревнований на призы «Пионерской правды» ему предложили попробовать свои силы в биатлоне. Посоветовавшись с родителями и получив их согласие, Женя приступил к занятиям биатлоном под руководством своего первого тренера, Виктора Ивановича Ермакова.

## Спортивная карьера

### Выступления на юниорских международных соревнованиях
На своём первом юниорском чемпионате мира 2005 в Контиолахти Евгений выступил не слишком удачно, лучшим его результатом стало 12-е место в индивидуальной гонке, в спринте же и преследовании он был 42-м и 36-м
соответственно. А вот чемпионат мира годом позже в американском Преск-Айле оказался для Евгения более успешным: в эстафете он стал серебряным призёром, в индивидуальной гонке и преследовании — первым, и только в спринте спортсмен оказался за чертой призёров, заняв 4-е место. На первенстве Европы 2006 в Лангдорфе в эстафетной гонке Евгений вместе с товарищами по команде поднялся на верхнюю ступеньку пьедестала, а вот в личных дисциплинах он остался без наград.
Юниорские и молодёжные достижения
| Год  | Место проведения | Возраст | Инд | Спр | Пр | Эст |
| 2005 | ЧМ Контиолахти   | U21     | 12  | 42  | 36 | -   |
| 2006 | ЧМ Преск-Айл     | U21     | 1   | 4   | 1  | 2   |
| 2006 | ЧЕ Лангдорф      | U21     | 31  | 12  | 4  | 1   |
| 2009 | ЧЕ Уфа           | U26     | -   | 2   | 11 | -   |
| 2011 | ЧЕ Валь-Риданна  | U26     | 2   | -   | -  | -   |

### Сезон 2006—2007

#### Кубок Европы
На этапах Кубка Европы Евгений дебютировал в сезоне 2006—2007. В своей первой гонке, спринте, который прошёл в австрийском Обертиллиахе, Евгений занял двенадцатое место, допустив три промаха и отстав от победителя, норвежца Ханса Мартина Гьодрема, почти на 2 минуты.
В гонке преследования, отстреляв с одним промахом, поднялся на вторую позицию, отстав от Гьодрема, вновь ставшего первым, на 25 секунд.
На втором этапе Кубка, также прошедшем в Обертиллиахе, Евгений в первой спринтерской гонке занял двадцать пятое место, допустив три промаха и отстав от победителя, немца Даниэля Графа, на полторы минуты.
Во второй спринтерской гонке стал лишь пятидесятым, допустив четыре промаха и отстав от победителя, другого россиянина, Филиппа Шульмана, на 2 минуты и 40 секунд.
На третьем этапе Кубка, прошедшем в итальянской Чезане-Сан-Сикарио, в индивидуальной гонке Евгений показал лишь пятьдесят седьмой результат с девятью промахами. Отставание от победителя, немца Йорна Вольшлегера, составило 8 минут и 23 секунды.
В спринте Евгений показал сорок четвёртый результат, сделав четыре промаха и отстав от Вольшлегера, вновь ставшего победителем, на 2 минуты и 13 секунд.
На четвёртом этапе Кубка, прошедшем в итальянском Форни-Авольтри, в спринте Евгений показал двадцать четвёртый результат, сделав два промаха. Отставание от победителя, другого россиянина Андрея Прокунина, составило 1 минуту и 47 секунд.
В гонке преследования Евгений поднялся на десять позиций вверх и занял в итоге четырнадцатое место с одним промахом. Отставание от победителя, другого россиянина Михаила Кочкина, в спринте занявшего второе место, составило 1 минуту и 46 секунд.

#### Чемпионат Европы-2007
На чемпионате Европы-2007, проходившем в болгарском Банско, Евгений принял участие в спринте, гонке преследования и эстафете.
В спринтерской гонке Евгений занял двадцатое место, допустив один промах и отстав от победителя, поляка Томаша Сикоры, на 2 минуты и 40 секунд.
В гонке преследования Евгений остался на той же позиции с шестью промахами. Отставание от Сикоры, вновь ставшего победителем, составило 4 минуты и 28 секунд.
В эстафете Евгений бежал первый этап, на каждом из рубежей использовал по одному дополнительному патрону. Состав российской эстафетной четверки был таковым: Евгений Устюгов, Алексей Чурин, Андрей Маковеев, Михаил Кочкин. Российская команда заняла пятое место, использовав 9 дополнительных патронов и пробежав 2 штрафных круга. Отставание от победителей, команды Германии, составило 2 с половиной минуты.

### Сезон 2007—2008
В декабре 2007 года на «Ижевской винтовке» Е. Устюгов занял второе место. Он при двух промахах проиграл отстрелявшемуся без них Андрею Дубасову лишь 39 секунд.

#### Кубок Европы
На первом этапе нового сезона Кубка Европы, прошедшем в норвежском Гейло, Евгений принял участие во всех гонках.
В первой спринтерской гонке он занял 32 место, сделав 2 промаха и отстав от победителя, норвежца Хокона Андерсена, на полторы минуты.
Во втором спринте Евгений занял 36 место, сделав 4 промаха и отстав от победителя, немца Даниэля Графа, почти на 2 минуты.
На втором этапе Кубка Европы, прошедшем в шведском Турсбю, Евгений также принял участие во всех гонках.
В спринтерской гонке он занял 37 место, совершив 2 промаха и отстав от победителя, другого россиянина Андрея Прокунина, на 2 минуты.
В гонке преследования Евгений отыграл 14 позиций относительно спринта, став 23-м. Он сделал три промаха и проиграл Прокунину, сохранившему за собой лидирующую позицию и в преследовании, 3 минуты и 37 секунд.
На третьем этапе Кубка Европы, прошедшем в австрийском Обертиллиахе, Евгений также принял участие во всех гонках.
В индивидуальной гонке Евгений финишировал вторым, допустив один промах. Отставание от победителя, француза Фредерика Жана, составило 4 секунды.
В спринтерской гонке Евгений показал двенадцатый результат, допустив 1 промах и отстав от победителя, другого россиянина Андрея Прокунина, на 1 минуту и 7 секунд.
В апреле 2008 года Евгений вместе с Николаем Козловым, Кириллом Щербаковым, Олегом Миловановым в составе команды Красноярского края стал серебряным призёром чемпионата России 2008 в эстафетной гонке.
Список призовых мест на этапах Кубка Международного союза биатлонистов
| Год  | Место | Этап          | Дисциплина           |
| ---- | ----- | ------------- | -------------------- |
| 2006 | 2     | Обертиллиах   | Гонка преследования  |
| 2007 | 2     | Обертиллиах   | индивидуальная гонка |
| 2008 | 1     | Валь-Мартелло | спринт               |
| 2011 | 1     | Банско        | спринт               |
| 2011 | 1     | Банско        | спринт               |

### Сезон 2008—2009

#### Кубок Европы
В этом сезоне Евгений выступал лишь на двух этапах Кубка Европы — втором, прошедшем в австрийском Обертиллиахе, и третьем, прошедшем в итальянском Мартелле. После победы в спринтерской гонке на третьем этапе Кубка Европы был вызван в основную сборную.
В Обертиллиахе Евгений принял участие во всех гонках.
В индивидуальной гонке занял 4 место, допустил 3 промаха. Отставание от победителя, норвежца Ларса Бергера, составило 1 минуту и 48 секунд.
В спринте занял 13 позицию, допустил 3 промаха. Отставание от победителя, норвежца Ханса Мартина Йедрема, составило 1 минуту и 31 секунду.
В Мартелле принял участие только в спринте, в пасьюте не стартовал.
В спринте стал победителем, отстрелял без промахов. Преимущество над ближайшем преследователем, норвежцем Фруде Андресеном, составило 16 с половиной секунд.
От участия в гонке преследования Евгений отказался, так как уезжал на «Ижевскую винтовку». 27 декабря 2008 года в Новосибирске в рамках перенесённой из столицы Удмуртии мужской части знаменитых биатлонных соревнований «Ижевская винтовка» он в индивидуальной гонке с одним промахом опередил отстрелявшего чисто экс-капитана сборной России Сергея Рожкова на 26 секунд.
Благодаря результатам на Кубке Европы и удачному выступлению в Новосибирске Евгений отобрался на январские этапы Кубка мира и чемпионат Европы 2009 года в Уфе.

#### Кубок мира
8 января 2009 года спортсмен дебютировал на этапе Кубка мира 2008/09 в Оберхофе в эстафете, о своём участии в которой вместо Ивана Черезова, отстраненного от соревнований из-за повышенного уровня гемоглобина в крови, Евгений узнал буквально за час до старта. Но, несмотря на это, дебют красноярца в Кубке мира тренером сборной В. А. Аликиным был признан успешным. Он не использовал ни единого запасного патрона и ногами показал хороший результат, уступив на лыжне только норвежцу Свендсену. По итогам команда заняла 2-е место (позже результат аннулировали из-за положительной допинг-пробы Ярошенко).
Сезон дебютант закончил в Ханты-Мансийске, показав в гонке преследования 7-е время — лучший личный результат сезона 2008—2009. Стабильные выступления на Кубке Европы и мира, серебро Чемпионата Европы в спринте позволили красноярцу закрепиться в составе сборной и готовиться к олимпийскому сезону в её составе.
23 января 2009 года — впервые попал в «цветочную церемонию», заняв 8-е место в спринте на этапе Кубка мира в Антерсельве.
Устюгов, оказавшийся в тени во время пятого этапа Кубка мира в Рупольдинге, показал высокие результаты в спринтерской гонке в итальянском Антхольце. Двадцатитрехлетнему уроженцу Красноярска удалось добиться высокого результата. Финишировав в десятке лидеров и отстав от победителя менее чем на 30 секунд, Евгений показал лучший результат в спринте в составе российской сборной.
На девятом, финальном этапе Кубка мира по биатлону в Ханты-Мансийске в мужской гонке преследования на 12,5 км Евгений показал лучший результат среди россиян — стартовав шестнадцатым, допустил три промаха и в итоге стал седьмым.
В Чемпионате России 2009 Евгений принял участие в 3 гонках из 5. В спринте он показал 6-е время, в преследовании был 11-м, а в эстафете команда Красноярского края, за которую выступал Устюгов, была на финише 9-й.

#### Чемпионат мира
| Год  | Место проведения | Спринт | Гонка преследования | Индивидуальная гонка | Масс-старт | Эстафета | Смешанная эстафета |
| ---- | ---------------- | ------ | ------------------- | -------------------- | ---------- | -------- | ------------------ |
| 2009 | Пхёнчхан         | 47     | 20                  | 55                   | —          | 6        | —                  |

#### Чемпионат Европы-2009
На чемпионате Европы-2009, проходившем в Уфе, Евгений принял участие в спринте и гонке преследования.
В спринтерской гонке Евгений занял второе место, допустив один промах и отстав от победителя, норвежца Руне Братсвеена, на 11 секунд.
В гонке преследования Евгений опустился на одиннадцатую позицию с четырьмя промахами. Отставание от немца Даниэля Бёма составило 1 минуту и 32 секунды.

### Сезон 2009—2010

#### Кубок мира

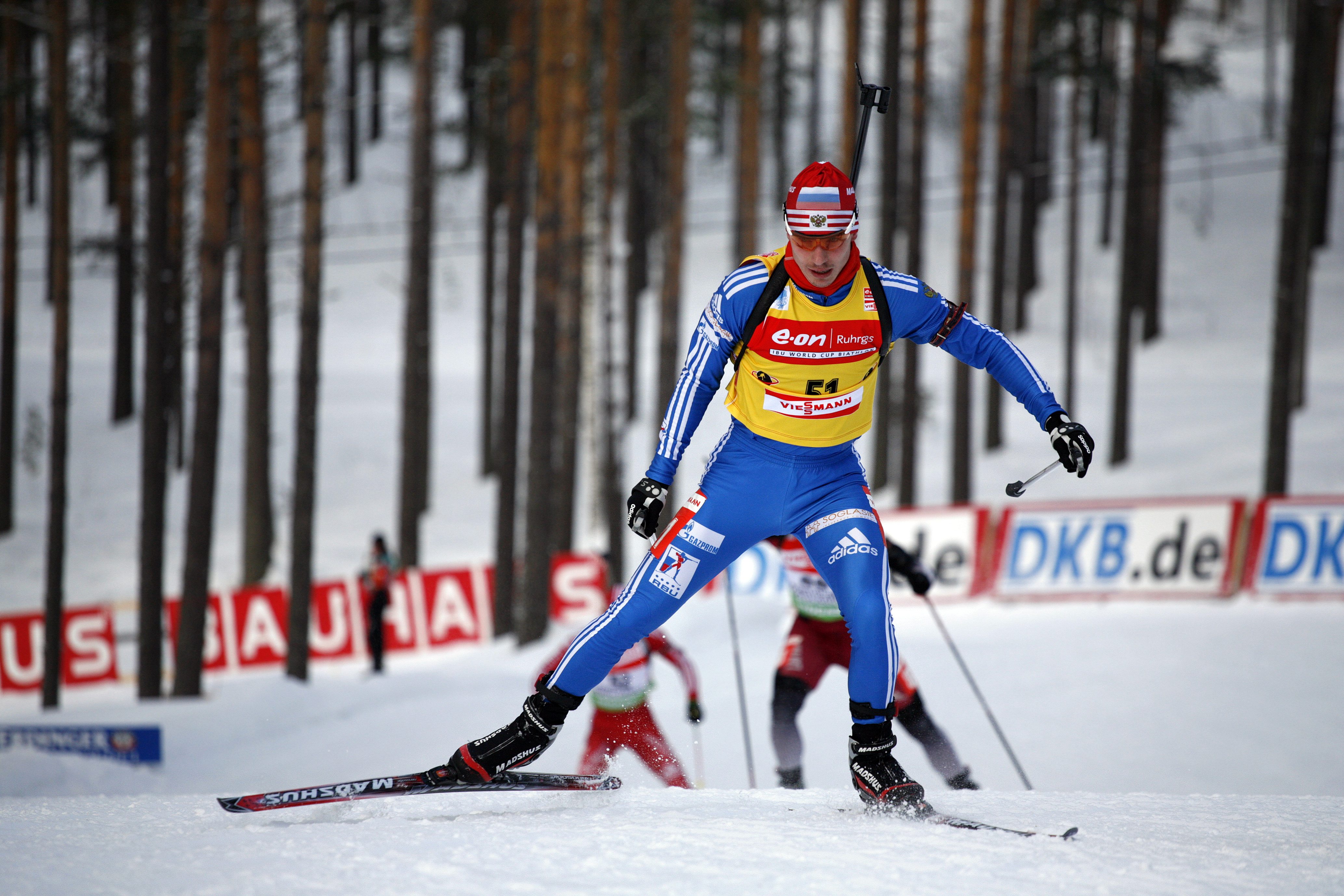
Евгений Устюгов в жёлтой майке лидера общего зачёта. Мужской спринт 10 км, 13 марта 2010 года, Контиолахти.

11 декабря 2009 года впервые попал на подиум, заняв 3-е место в спринтерской гонке на этапе Кубка мира в Хохфильцене.
20 декабря 2009 года одержал первую победу в карьере в гонке преследования на этапе Кубка мира в Поклюке.
9 января 2010 года впервые возглавил общий зачёт кубка мира, победив в спринте с 3 промахами на этапе Кубка мира в Оберхофе.
27 марта 2010 года Евгений Устюгов стал обладателем Малого хрустального глобуса в зачёте масс-старта в рамках Кубка мира. По итогам всех прошедших гонок россиянин набрал 197 очков, опередив ближайшего преследователя норвежца Эмиля Хегле Свендсена на 34 очка.
По окончании сезона 2009-10 в общем зачёте Кубка мира Евгений занял 4 место, уступив Ивану Черезову, Кристофу Зумману и Эмилю Хегле Свендсену, а в итоговом рейтинге Союза биатлонистов России с 1275 очками — первое.
По итогам спортивного сезона был номинирован на премию «Biathlon Award 2010». За звание «Лучшего биатлониста 2010 года» Евгений боролся с Эмилем Хегле Свендсеном, Кристофом Зуманом, Бьорном Ферри и Венсаном Же.
Евгений занял лишь сорок восьмое место в спринтерской гонке на этапе Кубка мира в Антхольце-Антерсельве из-за проблем с винтовкой.
На Чемпионате России 2010 олимпийский чемпион выступил только в эстафетной гонке, в которой команда Красноярск I заняла лишь 8-е место.

#### XXI зимние Олимпийские игры в Ванкувере

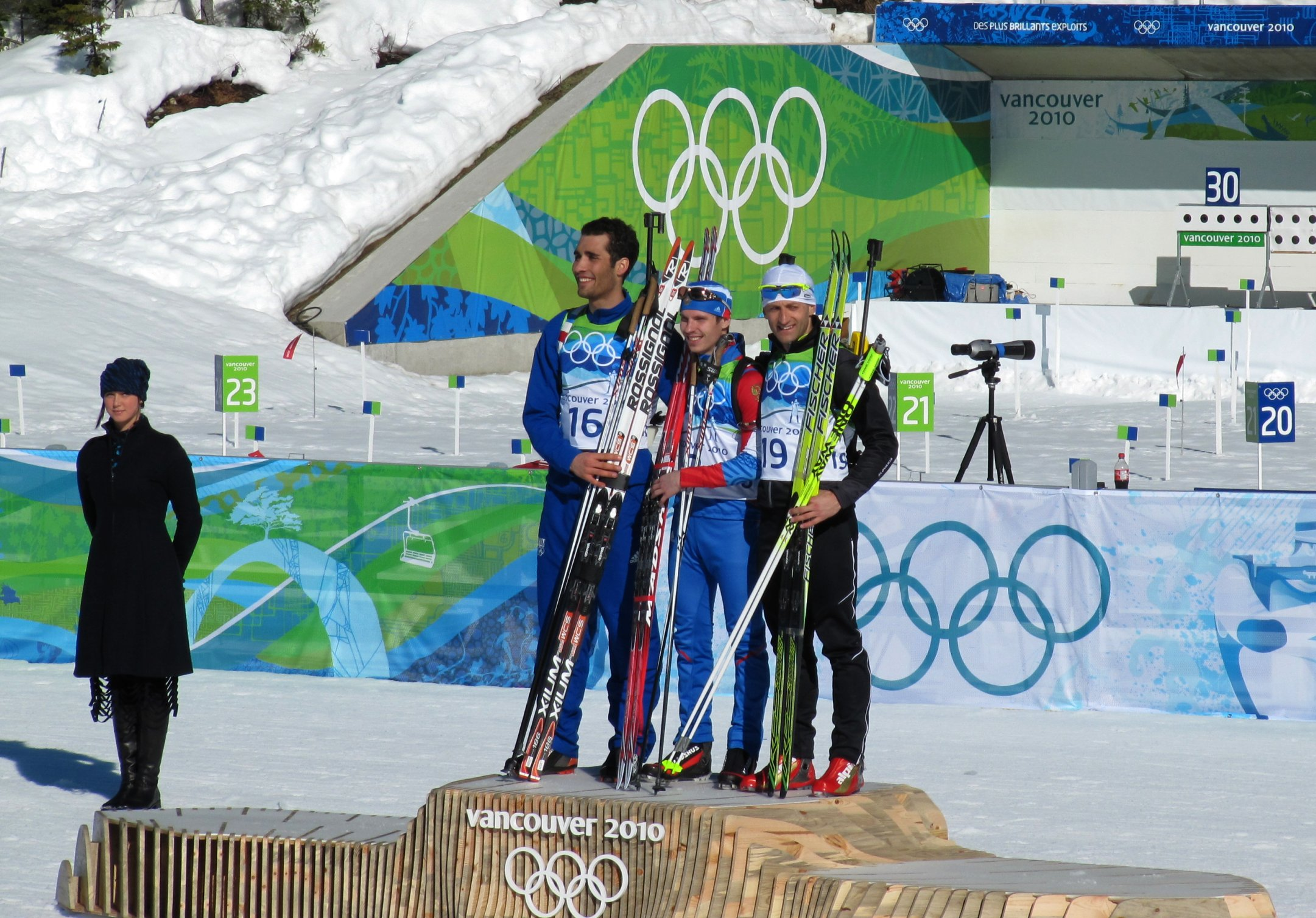
Евгений Устюгов — Олимпийский чемпион. Масс-старт 15 км, 21 февраля 2010 года, Ванкувер.

14 февраля 2010 года мужскую часть соревнований по биатлону открыл спринт, в распределение призовых мест в котором вмешалась погода. Уже на старте, который встретил олимпийцев снегом с дождем, стало ясно, что все в этой гонке будет зависеть от «небесной канцелярии», которая не оставила никаких шансов биатлонистам, стартующим после первой 10-ки. В их число угодил и Евгений Устюгов, который с двумя промахами по разбитой снегом и дождём трассе показал только 15-й результат, отстав от победителя Венсана Же на 1 мин. 40,1 сек.
16 февраля 2010 года в гонке преследования Евгений Устюгов допустил 4 промаха и финишировал как и в спринтерской гонке 15-м. При этом, если брать в расчёт чистое время прохождения дистанции, по скорости Евгений был 3-м. На лыжне он уступил только двум австрийцам — Доминику Ландертингеру 12.3 сек., а Кристофу Зуману лишь 2,1 секунды.
18 февраля 2010 года Евгений Устюгов остановился в шаге от пьедестала. Промах на заключительной четвёртой стрельбе в индивидуальной гонке отбросил спортсмена за черту призёров, он стал четвёртым с отставанием от победителя Эмиля Хегле Свендсена в 49 секунд.
21 февраля 2010 года стал Олимпийским чемпионом в масс-старте. Золото Евгения — первая олимпийская медаль высшей пробы в мужском биатлоне для России за 16 лет. Кроме того, это первая победа российской мужской сборной в масс-старте на первенстве мира, до этого российским биатлонистам не удавалось выиграть масс-старт ни на олимпиаде, ни на чемпионатах мира.
Евгений показал хороший результат в гонке с общего старта, не допустив ни одного промаха и опередив перед финишем словака Павола Хурайта, который финишировал третьим. Серебро у француза Мартена Фуркада — Устюгов обогнал его на 10,4 секунды.
26 февраля 2010 года Евгений Устюгов вместе с Иваном Черезовым, Антоном Шипулиным, Максимом Чудовым стал бронзовым призёром в эстафете 4x7.5 км, уступив в борьбе за «серебро» Кристофу Зуману 0,2 секунды.

### Сезон 2010—2011

#### Кубок мира
Олимпийский чемпион Евгений Устюгов в эстафете на четвёртом этапе Кубка мира в Оберхофе на стрельбе стоя промахнулся восемь раз и пробежал пять штрафных кругов.
Устюгов бежал последний этап в эстафете и перед последней стрельбой шёл на третьем месте. Однако из-за промахов российская четвёрка опустилась на 14-е место.
На пятом этапе Кубка мира Устюгов показал лучший среди россиян результат в индивидуальной гонке, заняв седьмое место, а победителем стал представитель сборной Норвегии Эмиль Хегле Свендсен, которому россиянин уступил почти минуту.
Во время гонки преследования, прошедшей 16 января 2011 года в немецком Рупольдинге, Евгений получил травму — ушиб мягких тканей левого предплечья и финишировал в итоге 31-м.

#### Чемпионат Европы-2011
В индивидуальной гонке Устюгов выиграл серебряную медаль. По ходу гонки он допустил 3 промаха, проиграв победителю Артему Приме 9,7 секунды.
Этот чемпионат Европы стал для Евгения последним, так как в следующем году он не сможет выступить на этих соревнованиях из-за возрастных ограничений.

#### Чемпионат мира 2011
| Год  | Место проведения | Спринт | Гонка преследования | Индивидуальная гонка | Масс-старт | Эстафета | Смешанная эстафета |
| ---- | ---------------- | ------ | ------------------- | -------------------- | ---------- | -------- | ------------------ |
| 2011 | Ханты-Мансийск   | 29     | 12                  | 13                   | 2          | 2        | 6                  |

На домашнем чемпионате мира Евгений выиграл две серебряные медали. Первую медаль чемпионата мира он завоевал в эстафете вместе с Антоном Шипулиным, Максимом Максимовым и Иваном Черезовым. Второе серебро и первую личную медаль мирового первенства Устюгов благодаря точной стрельбе выиграл в масс-старте, уступив золото Свендсену. После заключительной стрельбы Евгений имел 10-ти секундное преимущество над норвежцем, но на финише проиграл ему 5 секунд.

#### World Team Challenge
Вместе со Светланой Слепцовой был приглашён для выступления в шоу-гонке World Team Challenge, которая из-за обрушения крыши была перенесена с декабря 2010 на март 2011 года. В первой части программы, смешанной эстафете, российская команда одержала победу, опередив преследователей более чем на 30 секунд. Первыми они финишировали и в гонке преследования, опередив пару Катрин Хитцер / Флориан Граф на 11.5 секунды.

### Сезон 2011—2012
10 июня 2011 года Евгений Устюгов был удостоен звания «Почётный гражданин города Красноярска». Устюгов стал самым молодым в истории Красноярска обладателем подобного звания.
30 ноября 2011 года в первой в новом сезоне Кубка мира индивидуальной гонке на 20 километров в шведском Эстерсунде лучший результат среди российских спортсменов показал Евгений Устюгов, занявший пятое место с двумя промахами на четырёх огневых рубежах. После гонки Устюгов заявил:
Сегодня было сложно стартовать первым: всё-таки первая гонка, начинаю первым, не мог справиться с волнением, в общем, тяжёлое начало.
7 января 2012 года Евгений Устюгов в этом сезоне впервые попал на подиум, заняв 3 место в спринтерской гонке на 10 километров на этапе Кубка мира в Оберхофе. После 4 этапа Кубка Мира Устюгов переместился на восьмое место в общем зачёте.

Евгений Устюгов, занявший 13-е место в спринтерской гонке на пятом этапе Кубка мира в чешском Нове-Место-на-Мораве, прокомментировал свой результат: 
Самочувствие было хорошее — шёл в одни ноги с лидерами. Состояние и лыжи были просто супер. Со спуска даже один из призёров гонки Симон Фуркад не мог меня догнать.

### Сезон 2012—2013
25 ноября 2012 года занял первое место в смешанной эстафете в составе с Ольгой Зайцевой, Ольгой Вилухиной и Алексеем Волковым на этапе Кубка мира в Остерсунде.
9 декабря 2012 года занял третье место в эстафете в составе с Антоном Шипулиным, Андреем Маковеевым и Дмитрием Малышко на этапе Кубка мира в Хохфильцене.
12 января 2013 года занял второе место в спринтерской гонке на этапе Кубка мира в Рупольдинге.
20 января 2013 года занял второе место в эстафете в составе с Антоном Шипулиным, Евгением Гараничевым и Дмитрием Малышко на этапе Кубка мира в Антхольце.
9 марта 2013 года занял второе место в спринтерской гонке на этапе Кубка мира в Сочи.
10 марта 2013 года занял первое место в эстафете в составе с Антоном Шипулиным, Александром Логиновым и Дмитрием Малышко на этапе Кубка мира в Сочи

### Сезон 2013—2014
11 января 2014 года занял третье место в индивидуальной гонке на этапе Кубка мира в Рупольдинге.

#### Зимние Олимпийские игры 2014 в Сочи
8 февраля 2014 года состоялась первая гонка в рамках зимней Олимпиады в Сочи — мужской спринт. Устюгов занял 16-е место с одним промахом на первом огневом рубеже, отстав от выигравшего гонку норвежца Уле-Эйнара Бьёрндалена, отстрелявшего также с одним промахом, на 45,6 секунд.
10 февраля Устюгов принял участие в гонке преследования. Стартовав с 16-й позиции, на финише он с одним промахом на втором огневом рубеже занял 5-е место, отстав от победителя Мартена Фуркада на 36,7 секунд.
В прошедшей 13 февраля индивидуальной гонке Устюгов занял 38-е место с тремя промахами, отстав от победителя Мартена Фуркада, отстрелявшего с одним промахом, на 4 минуты 16,1 секунды.
Во время масс-старта, проходившего 18 февраля, Устюгов упал на одном из поворотов, допустил на стрельбе три промаха и занял 19-н место.
В смешанной эстафете, прошедшей 19 февраля, Устюгов участия не принимал.
22 февраля 2014 года Устюгов принял участие в мужской эстафете. Он выступил на втором этапе, получив от Алексея Волкова эстафету с отставанием от лидера в 16,1 секунды. На первом огневом рубеже Устюгов допустил один промах, на втором огневом рубеже он допустил ещё два промаха. Устюгов передал эстафету Дмитрию Малышко третьим с отставанием 24,4 секунды. Эстафета завершилась победой сборной России, и Евгений стал двукратным олимпийским чемпионом.
5 апреля 2014 года на Гонке чемпионов объявил о завершении спортивной карьеры.
В 2018 году ВАДА открыло дело против Устюгова в связи с подозрениями в нарушении антидопинговых правил на Олимпийских играх 2010 и 2014 годов.
15 февраля 2020 года признан виновным в нарушении антидопинговых правил и лишен золотой медали Олимпийских игр 2014 года в Сочи. Результаты, показанные в период с 27 августа 2013 года по конец сезона-2013/14, подлежат дисквалификации со всеми вытекающими последствиями, включая лишение всех медалей, очков и призов. В числе последствий — аннулирование результатов на Олимпийских играх 2014 года, на которых он завоевал золотую медаль в эстафете. В сентябре 2024 года апелляция Устюгова была отклонена Спортивным арбитражным судом.

## Сводная статистика
| #  | Дата            | Место      | Вид            | Стрельба | Примечания |  |
| -- | --------------- | ---------- | -------------- | -------- | ---------- |  |
| 1. | 20 декабря 2009 | Поклюка    | Преслед.       | 0+1+1+0  | Кубок мира |  |
| 2. | 9 января 2010   | Оберхоф    | Спринт         | 0+3      | Кубок мира |  |
| 3. | 17 января 2010  | Рупольдинг | Эстафета       | 0+1 0+1  | Кубок мира |  |
| 4. | 21 февраля 2010 | Ванкувер   | Масс-старт     | 0+0+0+0  | ОИ         |  |
| 5. | 25 ноября 2012  | Эстерсунд  | Смеш. эстафета | 0+0 0+0  | Кубок мира |  |
| 6. | 10 марта 2013   | Сочи       | Эстафета       | 0+0 0+0  | Кубок мира |  |

| #   | Дата            | Место          | Вид        | Стрельба | Сек   | Победитель           | Примечания |  |
| --- | --------------- | -------------- | ---------- | -------- | ----- | -------------------- | ---------- |  |
| 1.  | 13 декабря 2009 | Хохфильцен     | Эстафета   | 0+0 0+0  | +25,7 | Австрия              | Кубок мира |  |
| 2.  | 16 января 2010  | Рупольдинг     | Масс-старт | 0+0+0+1  | +5,1  | Эмиль Хегле Свендсен | Кубок мира |  |
| 3.  | 11 марта 2011   | Ханты-Мансийск | Эстафета   | 0+0 0+2  | +13,4 | Норвегия             | ЧМ         |  |
| 4.  | 12 марта 2011   | Ханты-Мансийск | Масс-старт | 0+0+0+0  | +5,0  | Эмиль Хегле Свендсен | ЧМ         |  |
| 5.  | 20 марта 2011   | Холменколлен   | Масс-старт | 0+0+0+1  | +0,1  | Эмиль Хегле Свендсен | Кубок мира |  |
| 6.  | 11 декабря 2011 | Хохфильцен     | Эстафета   | 0+1 0+1  | +13,9 | Норвегия             | Кубок мира |  |
| 7.  | 5 января 2012   | Оберхоф        | Эстафета   | 0+0 2+3  | +6,1  | Италия               | Кубок мира |  |
| 8.  | 12 января 2013  | Рупольдинг     | Спринт     | 0+0      | +16,4 | Мартен Фуркад        | Кубок мира |  |
| 9.  | 20 января 2013  | Антерсельва    | Эстафета   | 0+0 0+3  | +10,1 | Франция              | Кубок мира |  |
| 10. | 9 марта 2013    | Сочи           | Спринт     | 0+1      | +42,3 | Мартен Фуркад        | Кубок мира |  |

| #  | Дата            | Место      | Вид                  | Стрельба | Сек   | Победитель           | Примечания |  |
| -- | --------------- | ---------- | -------------------- | -------- | ----- | -------------------- | ---------- |  |
| 1. | 11 декабря 2009 | Хохфильцен | Спринт               | 0+1      | +10,1 | Уле Айнар Бьёрндален | Кубок мира |  |
| 2. | 26 февраля 2010 | Ванкувер   | Эстафета             | 0+0 0+3  | +38,8 | Норвегия             | ОИ         |  |
| 3. | 7 января 2012   | Оберхоф    | Спринт               | 0+0      | +48   | Арнд Пайффер         | Кубок мира |  |
| 4. | 9 декабря 2012  | Хохфильцен | Эстафета             | 0+0 0+0  | +46,6 | Норвегия             | Кубок мира |  |
| 5. | 7 декабря 2013  | Хохфильцен | Эстафета             | 0+0 0+2  | +21,1 | Норвегия             | Кубок мира |  |
| 6. | 9 января 2014   | Рупольдинг | Эстафета             | 0+1 0+0  | +14,9 | Австрия              | Кубок мира |  |
| 7. | 11 января 2014  | Рупольдинг | Индивидуальная гонка | 0+1+0+0  | +16,5 | Эмиль Хегле Свендсен | Кубок мира |  |
| 8. | 9 марта 2014    | Поклюка    | Масс-старт           | 0+0+0+0  | +12,5 | Бьёрн Ферри          | Кубок мира |  |

### Общий зачёт и зачёт индивидуальных дисциплин в Кубке Международного союза биатлонистов
| Дисциплина           | 2006/07  | 2007/08  | 2008/09  |
| -------------------- | -------- | -------- | -------- |
| Индивидуальная гонка | - (0)    | 32 (109) | 25 (43)  |
| Спринт               | 37 (49)  | 49 (244) | 25 (88)  |
| Преследование        | 13 (75)  | 76 (36)  | - (0)    |
| Общий зачёт          | 30 (124) | 51 (389) | 35 (131) |

### Результаты выступлений в Кубке мира
| Результат                 | Инд | Спр | Пр | МС | Всего | Эст | См | Всего |
| ------------------------- | --- | --- | -- | -- | ----- | --- | -- | ----- |
| 1 место                   | 0   | 1   | 1  | 1  | 3     | 2   | 1  | 3     |
| 2 место                   | 0   | 2   | 0  | 3  | 5     | 5   | 0  | 5     |
| 3 место                   | 1   | 2   | 0  | 1  | 4     | 4   | 0  | 4     |
| Финиш в 10-ке             | 5   | 20  | 13 | 10 | 48    | 17  | 3  | 20    |
| Финиш в очках             | 12  | 44  | 34 | 19 | 109   | 19  | 3  | 22    |
| Вне очков                 | 3   | 5   | 1  | 0  | 9     | 1   | 0  | 1     |
| Старты                    | 15  | 49  | 35 | 19 | 118   | 20  | 3  | 23    |
| после сезона 2013/2014(*) |     |     |    |    |       |     |    |       |

### Итоговое положение в зачёте индивидуальных дисциплин
| Индивидуальная гонка | 53 (25)  | 12 (80) | 15 (83)  | 24 (40)  | 12 (60) | 3 (76)   |  |  |  |
| Спринт               | 32 (112) | 4 (278) | 19 (177) | 7 (248)  | 3 (313) | 19 (154) |  |  |  |
| Преследование        | 22 (110) | 5 (184) | 15 (133) | 16 (162) | 8 (215) | 20 (139) |  |  |  |
| Масс-старт           | —        | 1 (197) | 4 (149)  | 13 (124) | 27 (89) | 19 (65)  |  |  |  |
|                      |          |         |          |          |         |          |  |  |  |
| Общий зачёт          | 33 (247) | 4 (752) | 15 (542) | 13 (574) | 6 (677) | 18 (434) |  |  |  |

### Статистика стрельбы
| Сезон          | 2008—2009 | 2009—2010 | 2010—2011 | 2011—2012 |
| -------------- | --------- | --------- | --------- | --------- |
| Положение лежа | 85 %      | 91 %      | 95 %      | 87 %      |
| Положение стоя | 77 %      | 79 %      | 72 %      | 74 %      |
| Общая точность | 81 %      | 85 %      | 83 %      | 81 %      |

- Статистика стрельбы ведущих биатлонистов

| 2013/2014 Итоги | 2013/2014 Итоги | Эстерсунд | Эстерсунд | Эстерсунд | Эстерсунд | Хохфильцен | Хохфильцен | Хохфильцен | Анси | Анси | Анси | Оберхоф | Оберхоф | Оберхоф | Рупольдинг | Рупольдинг | Рупольдинг | Антхольц | Антхольц | Антхольц | Зимние Олимпийские Игры (*) | Зимние Олимпийские Игры (*) | Зимние Олимпийские Игры (*) | Зимние Олимпийские Игры (*) | Зимние Олимпийские Игры (*) | Зимние Олимпийские Игры (*) | Поклюка | Поклюка | Поклюка | Контиолахти | Контиолахти | Контиолахти | Холменколлен | Холменколлен | Холменколлен |
| Очков           | Место           | См        | Инд       | Спр       | Пр        | Спр        | Эст        | Пр         | Эст  | Спр  | Пр   | Спр     | Пр      | МС      | Эст        | Инд        | Пр         | Спр      | Пр       | Эст      | Спр                         | Пр                          | Инд                         | МС                          | См                          | Эст                         | Спр     | Пр      | МС      | Спр         | Спр         | Пр          | Спр          | Пр           | МС           |
| 434             | 18              | —         | 13        | 6         | —         | 17         | 3          | 4          | —    | —    | —    | 4       | 10      | 24      | 3          | 3          | 13         | —        | —        | —        | 16                          | 5                           | 38                          | 19                          | —                           | 1                           | 13      | 14      | 3       | 23          | 38          | 31          | 57           | 53           | —            |

| 2012/2013 Итоги | 2012/2013 Итоги | Эстерсунд | Эстерсунд | Эстерсунд | Эстерсунд | Хохфильцен | Хохфильцен | Хохфильцен | Поклюка | Поклюка | Поклюка | Оберхоф | Оберхоф | Оберхоф | Рупольдинг | Рупольдинг | Рупольдинг | Антхольц | Антхольц | Антхольц | ЧМ Нове-Место | ЧМ Нове-Место | ЧМ Нове-Место | ЧМ Нове-Место | ЧМ Нове-Место | ЧМ Нове-Место | Холменколлен | Холменколлен | Холменколлен | Сочи | Сочи | Сочи | Ханты-Мансийск | Ханты-Мансийск | Ханты-Мансийск |
| Очков           | Место           | См        | Инд       | Спр       | Пр        | Спр        | Пр         | Эст        | Спр     | Пр      | МС      | Эст     | Спр     | Пр      | Эст        | Спр        | МС         | Спр      | Пр       | Эст      | См            | Спр           | Пр            | Инд           | Эст           | МС            | Спр          | Пр           | МС           | Инд  | Спр  | Эст  | Спр            | Пр             | МС             |
| 677             | 6               | 1         | 5         | 11        | 8         | 5          | 9          | 3          | 7       | 6       | 7       | —       | 5       | 6       | —          | 2          | 13         | 35       | 18       | 2        | —             | 9             | 16            | 48            | 4             | 16            | —            | —            | —            | 21   | 2    | 1    | 20             | 16             | —              |

| 2011/2012 Итоги | 2011/2012 Итоги | Эстерсунд | Эстерсунд | Эстерсунд | Хохфильцен | Хохфильцен | Хохфильцен | Хохфильцен | Хохфильцен | Хохфильцен | Оберхоф | Оберхоф | Оберхоф | Нове-Место | Нове-Место | Нове-Место | Антхольц | Антхольц | Антхольц | Холменколлен | Холменколлен | Холменколлен | Контиолахти | Контиолахти | Контиолахти | ЧМ Рупольдинг | ЧМ Рупольдинг | ЧМ Рупольдинг | ЧМ Рупольдинг | ЧМ Рупольдинг | ЧМ Рупольдинг | Ханты-Мансийск | Ханты-Мансийск | Ханты-Мансийск |
| Очков           | Место           | Инд       | Спр       | Пр        | Спр        | Пр         | Эст        | Спр        | Пр         | См         | Эст     | Спр     | МС      | Инд        | Спр        | Пр         | Спр      | МС       | Эст      | Спр          | Пр           | МС           | Спр         | Пр          | См          | См            | Спр           | Пр            | Инд           | Эст           | МС            | Спр            | Пр             | МС             |
| 574             | 13              | 5         | 42        | 17        | 5          | 14         | 2          | 13         | 11         | —          | 2       | 3       | 24      | —          | 13         | 13         | 6        | 19       | 4        | 7            | 7            | 6            | —           | —           | —           | —             | 30            | —             | 50            | —             | 10            | 22             | 24             | 25             |

| 2010/2011 Итоги | 2010/2011 Итоги | Эстерсунд | Эстерсунд | Эстерсунд | Хохфильцен | Хохфильцен | Хохфильцен | Поклюка | Поклюка | Поклюка | Оберхоф | Оберхоф | Оберхоф | Рупольдинг | Рупольдинг | Рупольдинг | Антхольц | Антхольц | Антхольц | Преск-Айл | Преск-Айл | Преск-Айл | Форт-Кент | Форт-Кент | Форт-Кент | ЧМ Ханты-Мансийск | ЧМ Ханты-Мансийск | ЧМ Ханты-Мансийск | ЧМ Ханты-Мансийск | ЧМ Ханты-Мансийск | ЧМ Ханты-Мансийск | Холменколлен | Холменколлен | Холменколлен |
| Очков           | Место           | Инд       | Спр       | Пр        | Спр        | Пр         | Эст        | Инд     | Спр     | См      | Эст     | Спр     | МС      | Инд        | Спр        | Пр         | Спр      | МС       | Эст      | Спр       | См        | Пр        | Спр       | Пр        | МС        | См                | Спр               | Пр                | Инд               | Эст               | МС                | Спр          | Пр           | МС           |
| 542             | 15              | —         | 16        | 22        | 9          | 4          | 13         | 22      | 5       | 4       | 14      | 13      | 13      | 7          | 16         | 31         | —        | 28       | —        | —         | —         | —         | —         | —         | —         | 6                 | 29                | 12                | 13                | 2                 | 2                 | 26           | 9            | 2            |

| 2009/2010 Итоги | 2009/2010 Итоги | Эстерсунд | Эстерсунд | Эстерсунд | Хохфильцен | Хохфильцен | Хохфильцен | Поклюка | Поклюка | Поклюка | Оберхоф | Оберхоф | Оберхоф | Рупольдинг | Рупольдинг | Рупольдинг | Антхольц | Антхольц | Антхольц | ОИ Ванкувер | ОИ Ванкувер | ОИ Ванкувер | ОИ Ванкувер | ОИ Ванкувер | Контиолахти | Контиолахти | Контиолахти | Холменколлен | Холменколлен | Холменколлен | Ханты-Мансийск | Ханты-Мансийск | Ханты-Мансийск |
| Очков           | Место           | Инд       | Спр       | Эст       | Спр        | Пр         | Эст        | Инд     | Спр     | Пр      | Эст     | Спр     | МС      | Спр        | МС         | Эст        | Инд      | Спр      | Пр       | Спр         | Пр          | Инд         | МС          | Эст         | См          | Спр         | Пр          | Спр          | Пр           | МС           | Спр            | МС             | См             |
| 752             | 4               | 14        | 39        | 4         | 3          | 5          | 2          | 31      | 7       | 1       | 5       | 1       | 4       | 9          | 2          | 1          | —        | 48       | 39       | 15          | 15          | 4           | 1           | 3           | —           | 27          | 21          | 8            | 6            | 5            | 15             | 28             | —              |

| 2008/2009 Итоги | 2008/2009 Итоги | Эстерсунд | Эстерсунд | Эстерсунд | Хохфильцен | Хохфильцен | Хохфильцен | Хохфильцен | Хохфильцен | Хохфильцен | Оберхоф | Оберхоф | Оберхоф | Рупольдинг | Рупольдинг | Рупольдинг | Антхольц | Антхольц | Антхольц | ЧМ Пхёнчхан | ЧМ Пхёнчхан | ЧМ Пхёнчхан | ЧМ Пхёнчхан | ЧМ Пхёнчхан | ЧМ Пхёнчхан | Уистлер | Уистлер | Уистлер | Тронхейм | Тронхейм | Тронхейм | Ханты-Мансийск | Ханты-Мансийск | Ханты-Мансийск |
| Очков           | Место           | Инд       | Спр       | Пр        | Спр        | Пр         | Эст        | Спр        | Инд        | Эст        | Эст     | Спр     | МС      | Эст        | Спр        | Пр         | Спр      | Пр       | МС       | Спр         | Пр          | Инд         | См          | МС          | Эст         | Инд     | Спр     | Эст     | Спр      | Пр       | МС       | Спр            | Пр             | МС             |
| 247             | 33              | —         | —         | —         | —          | —          | —          | —          | —          | —          | DSQ     | 43      | —       | —          | 28         | 22         | 8        | 22       | —        | 47          | 20          | 55          | —           | —           | 6           | 16      | 14      | 7       | 28       | 26       | —        | 16             | 7              | —              |

## Дисквалификация
11 февраля 2020 года Международный союз биатлонистов (IBU) признал Евгения Устюгова виновным в нарушении антидопинговых правил. Спортсмен дисквалифицирован на два года. Все результаты биатлониста показанные с 27 августа 2013 года по конец сезона-2013/14, в том числе и золото Сочи-2014 в эстафете, аннулированы. Устюгов признан виновным в нарушении п. 2.2 Антидопинговых правил за использование анаболического стероида оксандролона. Вместе с ним медалей лишилась вся российская команда биатлонистов.
27 октября 2020 года признан виновным в применении допинга ЭПО и лишён медалей Олимпийских игр 2010, включая золото масс-старта и бронзы в эстафете

## Тренеры
- Первые тренеры — Светлана Айкинская и Виктор Ермаков[75].
- Личный тренер — Андрей Ленев[75].
- Тренер в сборной России по стрелковой подготовке — Андрей Гербулов, Михаил Ткаченко (с сезона 2010/11).
- Тренер в сборной России по функциональной подготовке — Владимир Аликин, Евгений Колокольников (с сезона 2010/11).

## Экипировка
По состоянию на 6 марта 2011
- Винтовка — Anschütz
- Лыжи — Madshus, после сезона 2009/2010 перешел на Fischer[77]
- Лыжные палки — ONE WAY
- Перчатки — CRAFT
- Очки — Adidas
- Костюм — Adidas

## Награды и звания

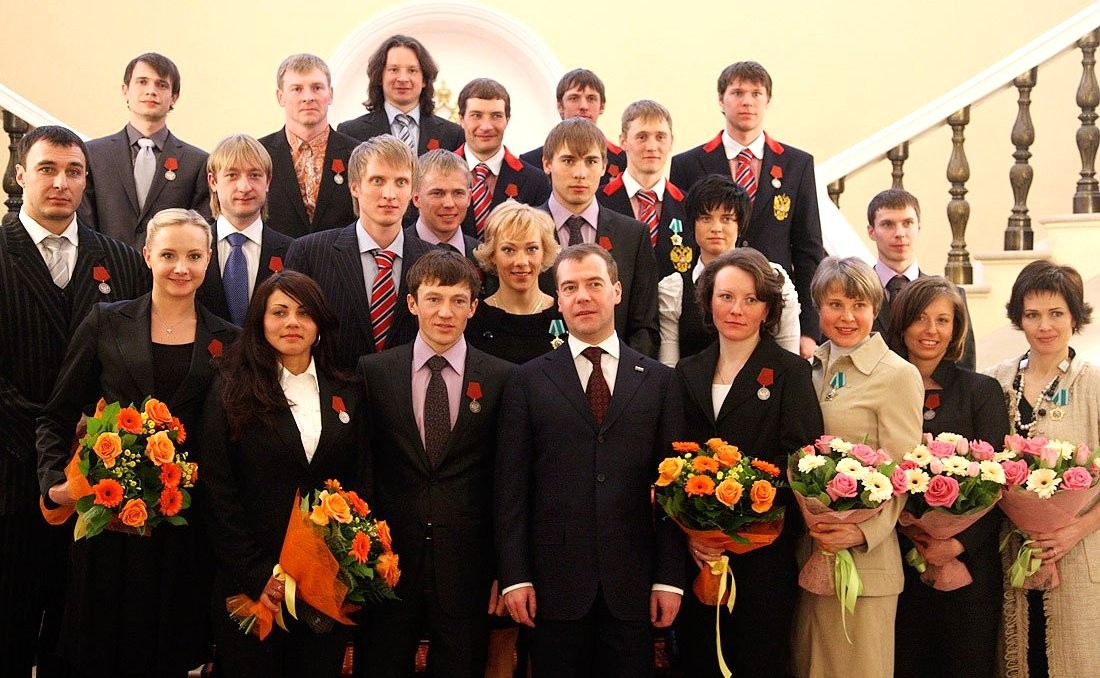
БКД: Президент России Дмитрий Медведев с чемпионами и призёрами Олимпийских игр 2010 года в Ванкувере, 15 марта 2010 года

- Орден Почёта (24 февраля 2014 года) — за большой вклад в развитие физической культуры и спорта, высокие спортивные достижения на XXII Олимпийских зимних играх 2014 года в городе Сочи[78][79].
- Орден Дружбы (5 марта 2010 года) — за большой вклад в развитие физической культуры и спорта, высокие спортивные достижения на Играх XXI Олимпиады 2010 года в Ванкувере[80]
- Заслуженный мастер спорта России (2010)[81]
- Мастер спорта России международного класса (2006)
- Мастер спорта России (2004)
- Кандидат в мастера спорта России (2000)
- Почётный гражданин города Красноярска (2011)[82]

Почта Мозамбика выпустила почтовую марку, которая подписана как Evgeny Ustyugov, но изображён на ней при этом Эмиль Хегле Свендсен.

## Личная и внеспортивная жизнь

### Увлечения
До прихода в биатлон занимался горными лыжами и скалолазанием.

### Образование
Окончив школу, Устюгов решил поступить на факультет физической культуры в педагогическом институте, но, недобрав баллов, отнёс свои документы в Дивногорское училище олимпийского резерва. Через год он забрал оттуда свои документы и, сдав необходимые экзамены, был зачислен на дневное отделение механического факультета Сибирского государственного технологического университета. Когда совмещать учёбу на дневном отделении с тренировками и разъездами физически стало очень трудно, а подчас и невозможно, Евгений перевелся на заочное отделение и на другой факультет — лесоинженерный. 21 июня 2010 года олимпийский чемпион Ванкувера получил диплом Сибирского государственного технологического университета по специальности «Лесоинженерное дело». В 2015 году окончил магистратуру Института физической культуры, спорта и туризма Сибирского федерального университета.

### Семья
В перерыве между сборами 28 августа 2009 года Евгений Устюгов женился на Александре Бондаревой — мастере спорта по биатлону, с которой он познакомился на сборах в 2003 году. Незадолго до свадьбы Александра завершила карьеру биатлонистки. 20 сентября 2010 года Евгений и Александра стали родителями, у них родилась дочь — Вероника Устюгова. 17 января 2014 года у Евгения и Александры родилась вторая дочь — Ксения. 1 сентября 2016 года в семье родился третий ребёнок — мальчик.